# Lopön
Lopön betekent 'Grote meester' of 'Leraar der leraren' en is een spirituele graad die gegeven wordt in het Tibetaanse boeddhisme; het is vergelijkbaar met een master.